# Marpissa bryantae
Marpissa bryantae là một loài nhện trong họ Salticidae.
Loài này thuộc chi Marpissa. Marpissa bryantae được Jones miêu tả năm 1945.